# 毛璩
毛璩（もう きょ、生年不詳 - 405年）は、中国の東晋の軍人。字は叔璉。本貫は滎陽郡陽武県。

## 経歴
毛穆之の子として生まれた。弱冠にして桓豁の下で右軍参軍となった。ほどなく父が死去したため、辞職して喪に服した。喪が明けると、謝安の下で衛軍参軍となった。入朝して尚書郎に任じられたが、謝安に再び請われてまた参軍となった。謝安の子の謝琰の下に転じて、征虜司馬となった。太元8年（383年）、淝水の戦いで謝玄らが前秦の苻堅率いる大軍を撃破すると、毛璩は田次之とともに苻堅を追い、中陽まで進んだが、追いつくことができずに帰還した。寧朔将軍・淮南郡太守に転じた。太元13年（388年）、譙王司馬恬の下で鎮北司馬となった。海陵県の境に湖沢に囲まれた青蒲という地があり、逃亡した民衆が集まっていて、郡県の統治に服していなかった。毛璩は1000人を率いて現地に向かうと、日照りに乗じて放火し、根菜を焼き尽くすと、窮乏した民衆たちは毛璩のもとに投降した。毛璩は西中郎司馬・龍驤将軍・譙梁二郡内史に転じた。ほどなく郭銓に代わって建威将軍・益州刺史となった。
安帝の初年、征虜将軍の号に進んだ。元興2年（403年）、桓玄が帝を称すると、毛璩に使者を送って散騎常侍・左将軍の位を加えたが、毛璩は桓玄の使者を抑留して、その官位を受けなかった。桓玄は桓希を梁州刺史とし、王異を涪城に、郭法を宕渠に、師寂を巴郡に、周道子を白帝に置いて、毛璩を防がせた。元興3年（404年）、毛璩は檄文を飛ばして、桓玄の罪状を列挙した。巴東郡太守の柳約之や建平郡太守の羅述および征虜司馬の甄季之を派遣して桓希らを撃破し、そのまま兵を白帝に進めさせた。
毛璩の弟の毛瑾の子にあたる毛脩之は、桓玄の下で屯騎校尉をつとめていたが、桓玄が劉裕や劉毅らに敗れて建康を脱出すると、入蜀を勧めた。しかし毛脩之は毛璩の兄の毛球の孫の毛祐之や参軍の費恬や督護の馮遷らとともに桓玄を枚回洲で殺害した。柳約之らは桓玄の死を聞くと、枝江まで進軍した。桓振が再び江陵を攻め落とし、劉毅らが尋陽に帰ると、柳約之もまた撤退した。まもなく甄季子と羅述が病に倒れ、柳約子は偽って桓振に降伏した。柳約之は桓振の襲撃を計画していたが、計画が漏れて、殺害された。柳約之の司馬の時延祖や涪陵郡太守の文処茂らは残軍を率いて、涪陵を守った。桓振が桓放之を益州刺史とし、西陵に駐屯させると、文処茂はこれを撃破した。
毛璩は桓振が江陵を落としたと聞くと、これを討つべく、弟の毛瑾と毛瑗を長江に沿って東下させた。参軍の譙縦には巴西梓潼二郡太守を兼任させて、軍を率いて涪水に沿って下らせた。毛璩自身は巴郡で軍を合流させようとしていた。蜀の人々はこの東征を喜んでおらず、譙縦はそうした人々の心情を汲んで、義熙元年（405年）2月に五城水口で反乱を起こした。譙縦は兵を西に返して涪城を襲い、毛瑾を殺害した。毛瑾の府長史の鄭純之が毛璩に反乱の情報を伝えた。毛璩は成都から400里離れた略城にいたが、参軍の王瓊を派遣して広漢で反乱軍と対峙させた。僰道県令の何林が譙縦と通じ、毛璩の下人を誘って、毛璩と毛瑗の兄弟および蜀にいた子弟たちを殺害した。
3月、桓振が劉懐粛に斬られ、安帝が復位すると、毛璩には征西将軍の号と散騎常侍・都督益梁秦涼寧五州諸軍事・行宜都寧蜀二郡太守の任を加えられたが、このときすでに毛璩は死去していた。後に帰郷公に追封された。
子の毛弘之が後を嗣いだ。

## 伝記資料
- 『晋書』巻81 列伝第51